# Тонков, Николай Иванович
Николай Иванович Тонков (род. 24 декабря 1966) — российский управленец и политик.

## Биография
Родился 24 декабря 1966 года в Рязани. С 13 лет воспитывался в спортивном интернате в Горьком. Окончил факультет физкультуры Ярославского педагогического института в 1990 году. Кандидат педагогических наук. Работал тренером в школе для трудных подростков и учителем физкультуры в общеобразовательной школе.
С марта 1994 года директор «Спортшинсервиса». С октября 1994 года директор «Верхневолжскшины». С марта 1998 года коммерческий директор «Ярославского шинного завода», с июня 1998 года по 2002 год — его генеральный директор. С сентября 1999 года руководитель «Сибуршины». С сентября 1999 года председатель совета директоров «Ярославрезинотехники». С октября 1999 года по 2006 год президент футбольного клуба «Шинник». С декабря 1999 года член совета директоров «Ярсоцбанка». С января 2003 года по январь 2004 года президент «НТМ-холдинга».
В ноябре 1999 года выступал доверенным лицом в Ярославской области кандидата в Президенты Российской Федерации В. В. Путина. В 2000 году избран в политсовет партии «Единая Россия», возглавил её ярославское региональное отделение. В 2003 году избран членом бюро Российского союза промышленников и предпринимателей, возглавил его рабочую группу по экологии. В августе 2003 года избран президентом «Независимой природоохранной северной инициативы».
С 2000 года депутат Государственной думы Ярославской области (с 2008 года — Ярославской областной думы; выборы 2000, 2004 и 2008 годов). С 25 декабря 2003 года по 22 ноября 2011 года её представитель в Совете Федерации.